# ماريو أند سونيك آت ذا سوتشي 2014 أولمبيك وينتر غيمز
ماريو أند سونيك آت ذا سوتشي 2014 أولمبيك وينتر غيمز (بالإنجليزية: Mario & Sonic at the Sochi 2014 Olympic Winter Games)، هي لعبة فيديو يابانية، وهي مرخصة من اللجنة الأولمبية الدولية، صدرت اللعبة في الأسواق سنة 2013، وتعمل على منصة نينتندو وي يو الحصرية.